# CyberZ
株式会社CyberZ（サイバーゼット、英: CyberZ, Inc.）は、スマートフォンのインターネット広告代理店事業を主とする企業である。本社は東京都渋谷区に所在。サイバーエージェントの100%出資子会社。代表取締役は山内隆裕。

## 概要
スマートフォン向け広告事業の「F.O.X」や、プレイ動画共有サービス「OPENREC.tv」などを主な事業としている。SUPERLIVE by OPENRECは、サブスクリプションモデル（月額課金制）、Pay Per Viewモデル（有料チャンネル）、エール（投げ銭）等が対応している。特徴は、フルHDの高画質＆超低遅延（最速0.810秒）で、解像度1920x1080p & 最大フレームレート60fpsの配信ができる。月間利用者数は300万人、会員数も400万人を越え、将来的には1000万人を目指している。MAU400万人(2021年6月時点)が利用する国内最大級のライブ配信プラットフォームとしている。
インターネットテレビ局AbemaTVのAbemaウルトラゲームスチャンネルが2018年1月22日に立ち上がったことにより同チャンネルの番組制作も開始。OPENRECの一部番組、主催イベント「RAGE」の過去配信も提供している。
株式会社サイバーエージェントが提供する、ライブ配信プラットフォーム「FRESH LIVE（無料配信チャンネル）」とサービスを統合した。

## 配信スタジオ
2015年4月、社内にゲーム実況専用スタジオ・OPENREC STUDIOを設営。当初はテーマ別個人用3スタジオとソファを備えたメインスタジオ、1つのコントロールルームを設置し、OPENRECのライブ配信に対応。約1,200平米、天井高5mの広さを有している。
2016年11月に最大12名の対戦が可能な競技用ブース、実況・解説専用ブース、発表会エリアをあらたに設置。
2018年2月にウルトラゲームスチャンネル開始に合わせスタジオをリニューアル。スタジオごとに副調整室が設けられ、最大7番組の同時配信が可能でNewTek社のマルチチャンネル HD/SD映像リプレイ・スロー再生システム、3PLAYを設置。
2020年6月、新サービス「SUPERLIVE by OPENREC」リリースに伴い一部スタジオを改装、音楽ライブ専用機材を追加。

## 制作メディア

### RAGE
エイベックス・エンタテインメント株式会社と共同開催するeスポーツ大会。中継番組も製作。大会視聴数は700万を越えている。

### OPENREC.tv
ライブ動画プラットフォーム。2014年9月スマホゲームに特化したプレイ動画共有サービス「OPENREC」として開始。2015年9月東京ゲームショウ2015の「OPENREC by CyberZ」ブースからライブ配信を開始。2017年から配信者への広告収益分配機能、有料アイテムによるエール機能（投げ銭システム）を実装。
2019年1月、サイバーエージェントが運営している「FRESH LIVE（無料版）」を統合。FRESH LIVEの実質的な後継サービスとして、ゲーム配信に捉われないライブ動画プラットフォームとなる。
2022年12月28日、事業継承された新会社「株式会社OPENREC」を設立し、運営を移管。

### SUPERLIVE by OPENREC
2020年6月、アーティストのライブ活動をサポートする機能としてリリース。OPENRECの各種機能のほか、ペイパービュー機能が使用可能。

### ウルトラゲームス

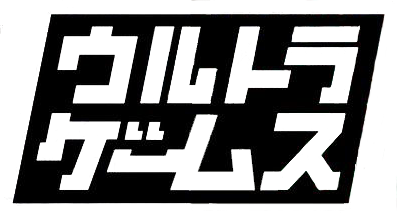
AbemaTV・ウルトラゲームスのロゴ

2018年1月21日、AbemaTVの新チャンネルとして開設。チャンネルのプロデュース、ほぼすべての番組制作を担った。この時点での他社制作ゲーム番組の多くが商品販促プロモーションによる番組だったこと。このため買い付けて配信という形式が困難であり、制作体制を整えるため、当初2017年10月開設予定だった開局日も大きくずれ込んだという。前述したRAVE過去大会の実況中継番組、OPENRECオリジナル番組の一部も配信した。2019年3月31日、AbemaSPECIALチャンネルとの統合により終了。

#### おもな制作番組
- Abema Game 9 アゲナイッ!
- ウルトラゲームステーションズ
- 加藤純一の世界で一番ゲームを本気でやる男
- 賞金首
- ダチゲー
- デスゲーム
- P-Sports
- ポケ森もくもく木曜日
- 桃色ゲームチャンネル

## グループ企業

### CYBER E
2018年12月1日設立。eスポーツイベントの企画運営。eスポーツを活用したブランディング、販売促進活動。

### CyberV
2018年5月14日設立。バーチャルキャラクターの製作、VRイベントの製作、VRシステムの企画・開発。2020年6月30日解散。

### eStream
2017年8月9日設立。オリジナルグッズ(フィギュア等)の開発販売。eスポーツ選手のタレントマネジメント事業。

### PLAYHERA JAPAN
2019年11月設立。eスポーツコミュニティ＆大会プラットフォーム「PLAYHERA」の企画・運営。